# كارلوس دي لوس كوبوس
كارلوس دي لوس كوبوس مارتينيز (بالإسبانية: Carlos de los Cobos)‏ (ولد في 10 ديسمبر 1958 في ماتاموروس، تاماوليباس): لاعب كرة قدم مكسيكي سابق واصبح فيما بعد مدرب. درب نادي كويريتارو إف سي الذي يلعب في الدوري المكسيكي الممتاز.

## سيرة حياته الكروية كلاعب
قضى دي لوس كوبوس معظم حياته الكروية كلاعب في بلده المكسيك، ولعب لنادي كويريتارو إف سي ونادي مونتيري في مناسبات عديدة. كما مثل بلاده في نهائيات كأس العالم لكرة القدم 1986 التي عقدت في المكسيك، حيث كان جزءاً من الفريق الذي نجح في الوصول إلى دور الثمانية في البطولة.

## سيرة حياته الكروية كمدرب
كمدرب، لقد كان الرجل المسؤول في نادي أمريكا، كويريتارو إف سي، نادي سيلايا إف سي ونادي إيرابواتو إف. سي.. شغل منصب المدرب المساعد لمانويل لابوينتي ومساعد مدرب المنتخب المكسيكي في كأس العالم لكرة القدم 1998 وكذلك في دورة الألعاب الأولمبية الصيفية 1996.
في عام 2002 مدير الفريق المكسيكي ريكاردو لافولبي عين كارلوس دي لوس كوبوس كمدرب للمنتخب الوطني تحت 23 عاما، الذي شارك في بطولة العاب أمريكا الوسطى ومنطقة البحر الكاريبي عام 2002 في سان سلفادور، السلفادور، أنهى المنتخب المكسيكي البطولة في المركز الثاني بعد أن هزم في النهائي من قبل الفريق المضيف السلفادور.
في 26 أغسطس 2006 عين دي لوس كوبوس مدرب منتخب السلفادور لكرة القدم. أول بطولة دولية له مع فريقه الجديد كانت بطولة الكأس الذهبي للكونكاكاف 2007. لعب منتخب السلفادور لكرة القدم بنفس مجموعة حامل اللقب الولايات المتحدة وترينيداد وتوباغو وغواتيمالا. خسر السلفادور مرتين وحقق فوز وحيد، منتخب السلفادور لكرة القدم.
ترينيداد وتوباغو وغواتيمالا فشلوا في الوصول إلى الدور ربع النهائي.
في الجولة الأولى من تصفيات أمريكا الشمالية لكأس العالم لكرة القدم 2010، فازت السلفادور على أنغويلا (16-0) في مجموع المباراتين وفازت السلفادور في الجولة الثانية على بنما مما أهل السلفادور إلى الجولة السادسة وهو الدور النهائي لتصفيات الكونكاكاف. يذكر ان السلفادور لم تصل الئ الجولة السادسة منذ تصفيات الكونكاكاف عام 1998.
في 14 ديسمبر 2009، أعلن دو لوس كوبوس انه لن يستمر كمدير لمنتخب السلفادور بعد انتهاء عقده.
في 8 كانون الثاني 2010، أصبح كارلوس دي لوس كوبوس المدرب الجديد لشيكاغو فاير. طرد دي لوس كوبوس يوم 30 مايو عام 2011 من تدريب الفريق بعد ما غاب عن مباراة فاصلة للمرة الثانية في تاريخ النادي في عام 2010 وحل محله فرانك كلوباس.

## سيرة حياته الشخصية
دي لوس كوبوس متزوج من (مايتي) ولديه طفلين: (رافائيل)  و(بولينا).

## وصلات خارجية
- كارلوس دي لوس كوبوس على موقع قاعدة بيانات كرة القدم.إي يو (الإنجليزية)
- كارلوس دي لوس كوبوس على موقع ناشيونال فوتبول تيمز (الإنجليزية)
- كارلوس دي لوس كوبوس على موقع Soccerway.com (الإنجليزية)
- كارلوس دي لوس كوبوس على موقع أوليمبيديا (الإنجليزية)
- Managerial stats at the club level